# Sven Vandousselaere
Sven Vandousselaere es un ciclista profesional belga, nacido el 29 de agosto de 1988, en Brujas, Provincia de Flandes Occidental.
Debutó como profesional con el equipo Omega Pharma-Lotto en 2011. Al año siguiente pasó al Topsport Vlaanderen-Mercator.

## Palmarés
2009
- 1 etapa del Tour de Loir-et-Cher

2010
- 1 etapa del Tour de Normandía

2012
- 3.º en el Campeonato de Bélgica en Ruta

## Equipos
- Omega Pharma-Lotto (2011)
- Topsport Vlaanderen (2012-2013)
  - Topsport Vlaanderen-Mercator (2012)
  - Topsport Vlaanderen-Baloise (2013)
- Vastgoedservice Golden Palace (2014)